# (14368) 1988 TK
1988 تي كي (ويعرف أيضًا باسم (14368) 1988 تي كي وفق تسمية الكوكب الصغير) (بالإنجليزية: 1988 TK)‏ هو كويكب ضمن حزام الكويكبات؛ وترتيبه 14368 من حيث الاكتشاف.
اكتُشف هذا الجُرم الفلكي بواسطة هيروشي كانيدا في 3 أكتوبر 1988.

## وصلات خارجية
- (14368) 1988 TK في قاعدة بيانات مختبر الدفع النفاث لأجرام النظام الشمسي الصغيرة

- الاكتشاف · مخطط المدار ·  العناصر المدارية · المعلمات المادية

- (14368) 1988 TK على موقع ويكي سكاي: DSS2, SDSS, GALEX, IRAS, Hydrogen α, X-Ray, Astrophoto, Sky Map, Articles and images